# 湘妃怨
《湘妃怨》，古琴曲，又名《湘江怨》。此曲描述了一個傳說：“帝南廵不返，妃追思奔憶，淚染叢篁，其怨慕之情，槩可見矣，後人哀而傷之，衍爲斯操，則其思也切，故其語也頻，眞足以發二妃之隱臆，啓後世之遺悲者也。”

## 琴谱中歌詞原文
第一段
落花落葉亂紛紛，終日思君不見君。腸欲斷兮腸欲斷，淚珠痕上更添痕。一片白雲青山內，一片白雲青山外。
第二段
青山內外有白雲，白雲飛去青山在。我有一片心，無人對君說。願風吹散雲，訴與天邉月。攜琴上高樓，樓高月華滿。
第三段
相思彈未終，淚滴氷絃斷。人道湘江深，未抵相思半。海深終有底，相思無邉岸。
第四段
君在湘江頭，妾在湘江尾。相思不相見，共飮湘江水。夢魂飛不到，所欠惟一死。
第五段
入我相思門，知我相思苦。長相思兮長相憶，短相思兮無盡極。早知如此絆人心，何不當初莫相識。
第六段
湘江湘水碧澄澄，未抵相思一半深。每向夢中相見後，令人不覺痛傷心。

## 外部連結
- YouTube上的〈湘江怨〉，龔琳娜演唱、林晨、王華演奏